# Попово (Берегівський район)
Попово (угор. Csonkapapi) — село в Косоньській громаді Берегівського району Закарпатської області України. 

## Географія
Село розташоване за 25 км від Берегова, неподалік угорського кордону. Через село проходить потічок Міц, який в суху пору року пересихає.

## Герб
Щит перетятий червоним і лазуровим. У першій частині срібна чаша, що супроводжується справа чорними літерами "16", зліва - такими ж літерами "46", а знизу - срібною відкритою книгою із золотим обрізом. У другій частині три золоті колоски, покладені віялоподібно.

## Історія, архітектура

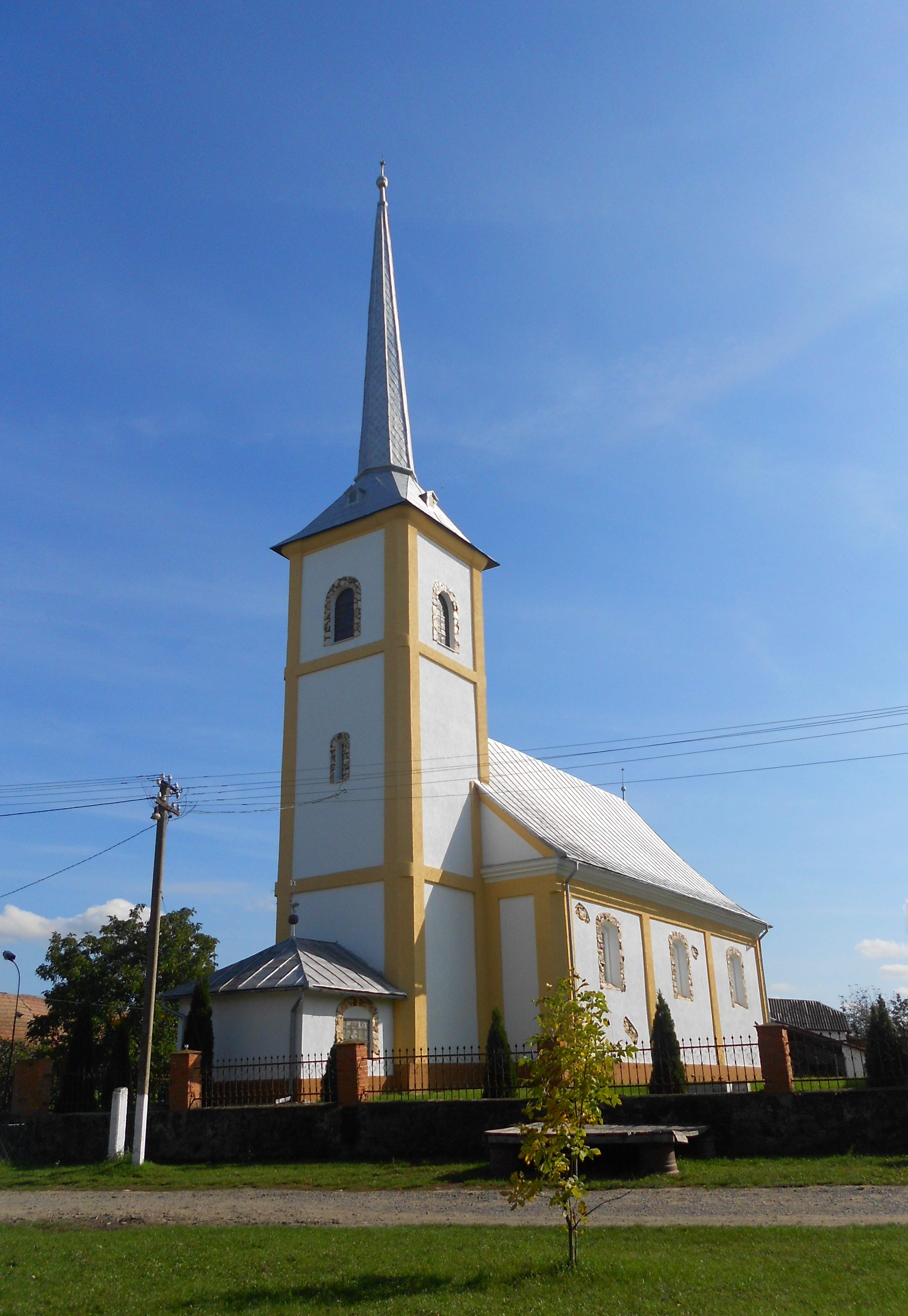
Реформатська церква в с. Попово (1800 р.)

В районі Попового, в урочищі Бетренес, в 1968 році знайдено бронзовий скарб з трьох браслетів. Датується пізньобронзовою добою.
Перша згадка про село датується 1261 р., де воно фігурує під назвою Поп. Назва місця Попі вказує на роль попа, священика, і пов'язане із його проживанням в цій місцевості. Ймовірно, йдеться про католицького священика Ерасмуса Харашті, бо певний час село було його власністю. За легендами, існував недобудований храм, з яким пов'язували назву села. В ХІІІ ст. на місцевості створюється два поселення, Чонкаш та Попі. Чонкаш майже повністю обезлюднів унаслідок монгольської навали в 1241—1242 рр. Жителі цього села утекли до сусіднього поселення Попі, яке було укріплене стінами. Згодом нове поселення стали називати Чонкаш-Попі, пізніше буква «ш» загубилась, так сформувалася теперішня угорська назва села — Чонкапопі. З запису від 1318 р. видно, що угорський король Карл Роберт повернув конфісковане у нього майно Обо Шомоші.
Поруч із церквою розташований будинок пастора, побудований в 1920 році. В радянський період в ньому було управління колгоспом. Наразі, після кількох перебудов та ремонтів, будинок вже не є цікавим в архітектурному плані. Натомість, гарним взірцем дерев'яного оздоблення служить будівля, у якій знаходиться дитячий садок, а в минулому жила заможна сільська родина.
В XIV ст. літописи згадують Чонкапопі як квітуче село, яке від священника Харашті перейшло у спадок до родини Кереченьі. До епохи Реформації власники часто мінялися. В 1646 р. сільська громада перейшла в реформатство, в 1661 р. в селі було проведено єпископське засідання. В 1659 р. почала діяти церковна школа, яка припинила існування після 1944 р. З  1769 р. велася метрична книга. Служби справлялися в дерев'яній церкві, яку вирішили змінити на муровану і почали будівництво в 1795 р., завершили яке в 1800 р. Фінансувати будівництво згодилась дворянська родина Лоняї. Великий дзвін, поставлений в 1799 р., був конфіскований під час І-ї світової війни, заміну йому знайшли лише в 1992 р. В 1907 р. під час реставраційних робіт церква отримала новий дах, з олов'яним покриттям. Інші реставраційні роботи в церкві проводилися в 1959, 1962, 1977 і 2004 рр., а також восени 2012 р.

## Школа

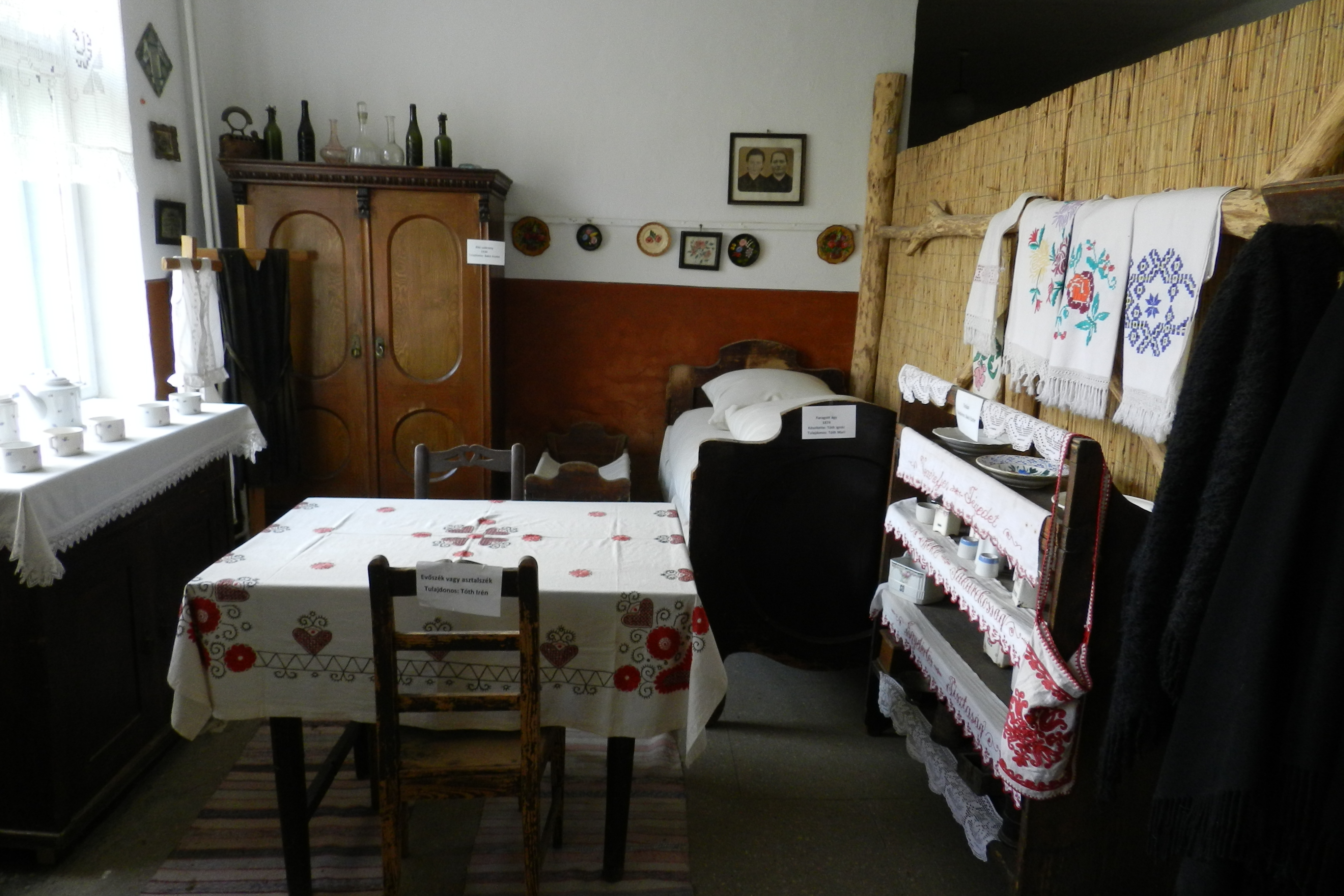
В шкільному музеї в с. Попово

Цікавим об'єктом є середня школа села Попово, збудована в 1972 р., як свідчить табличка на її стіні, «на честь 50-річчя створення СРСР». Дорога до школи веде через невеликий, але нетиповий для сільської місцевості вантовий міст через потік Міц, зазвичай сухий. В самій школі влаштований музей народного побуту, із колекцією меблів, посуду, книг, одягу та тканин тощо.

## Туристичні місця
- вантовий міст через потік Міц
- храм ХІІІ ст.

## Цікаві факти
У 1943 році в селі проживав угорський письменник Петер Вереш.
У листопаді 2013 журналіст програми «Факти тижня» телекомпанії ICTV спробував порозумітися з місцевими жителями і знайти хоча б одного українця. З'ясувалося, що переважна більшість жителів не розуміє ні української, ані російської, і розмовляють угорською мовою. Також у квітні 2023 року журналісти "Української правди" провели репортаж, та дізнались, що у селі скоротилось населення, а люди живуть переважно бідно.